# God Mode (Computerspiel)
God Mode ist ein Third-Person-Shooter, der von Saber Interactive in Zusammenarbeit mit Old School Games entwickelt und von Atlus für Windows, Playstation Network und Xbox Live Arcade im April 2013 veröffentlicht wurde. Das Spiel wurde mit der Saber3D-Engine von Saber Interactive entwickelt.

## Handlung
Der Charakter ist ein Nachfahre eines alten Gottes, der von Hades mit einem Fluch belegt wurde, der ihn zu einem Menschen machte. Jetzt muss der Charakter einen Weg durch das Labyrinth des Hades und seine dämonischen Bewohner finden, damit der Charakter wieder zu einem Gott werden kann.

## Spielprinzip
God Mode verfügt über Online-, Offline- und LAN-Funktionen und über einen Koop-Modus für bis zu vier Spieler. Der Charakter hat immer zwei Waffen dabei und muss angreifende Gegner bekämpfen. Auf sich selbst regenerierende Gesundheit wird verzichtet. Der Charakter findet stattdessen Gesundheits-, Rüstungs- und Munitions-Items. Der Charakter verfügt über eine magische Fähigkeit.

## Rezeption
Das Spiel erhielt gemischte Kritiken. Richard Corbett von IGN lobte das Level-Design und die Koop-Funktion, kritisierte jedoch die technischen Probleme des Spiels und den niedrigen Wiederspielwert.

„Nach diesem Test wage ich es kaum zu sagen: Ich hatte Spaß mit God Mode, obwohl jede, wirklich jede Partie von Bugs und Problemen geplagt war.“